# TMEM138
TMEM138‏ (Transmembrane protein 138) هوَ بروتين يُشَفر بواسطة جين TMEM138 في الإنسان.